# Setomelanomma
Setomelanomma is een monotypisch geslacht van schimmels behorend tot de familie Phaeosphaeriaceae. Het bevat alleen Setomelanomma holmii.